# Glyphodes amicalis
Glyphodes amicalis là một loài bướm đêm trong họ Crambidae.